# Mark Boal
Mark Boal (New York City, 23 gennaio 1973) è un giornalista, sceneggiatore e produttore cinematografico statunitense.

## Biografia
Nato e cresciuto a New York, ha studiato presso la Bronx High School of Science e in seguito studia filosofia al Oberlin College, dove si diploma nel 1995. Terminati gli studi inizia a lavorare come giornalista freelance, collaborando con testate come The Village Voice, Rolling Stone e Playboy, che pubblicano i suoi articoli incentrati su argomenti come la politica, la tecnologia, la criminalità, le droghe e la cultura giovanile.
Nel 2004 Boal scrive l'articolo Death and Dishonor (Morte e disordine) in cui racconta la storia del veterano della guerra in Iraq, Richard T. Davis, ucciso dopo il suo rientro in patria, il cui padre, un sergente maggiore dell'esercito in pensione, inizia ad indagare per scoprire cosa sia realmente successo al figlio. L'articolo di Boal, pubblicato su Playboy, ispira il regista e sceneggiatore Paul Haggis per la sceneggiatura del film drammatico Nella valle di Elah.
Nello stesso anno, Boal trascorre alcune settimane al fianco di alcuni artificieri dell'esercito statunitense, che operavano in una zona particolarmente pericolosa di Baghdad, durante la guerra in Iraq. Questa esperienza viene raccontata nell'articolo The Man in the Bomb Suit, pubblicato sempre sulla rivista Playboy. Ancor prima della sua esperienza in Iraq, Boal aveva conosciuto la regista Kathryn Bigelow, che da tempo ammirava il suo lavoro da giornalista. Fu convinto che sarebbe stato interessante realizzare un film sulla storia di questi artificieri, così si mise al lavoro sulla sceneggiatura per il film, intitolato The Hurt Locker. 
Senza il sostegno di importanti major, Boal e la Bigelow dovettero contare su finanziamenti indipendenti e girare il film interamente in Giordania.
The Hurt Locker è stato inizialmente presentato alla 65ª Mostra internazionale d'arte cinematografica di Venezia e uscito quasi in sordina nelle sale cinematografiche, successivamente ottenne le lodi della critica, vincendo numerosi riconoscimenti. Il film ottiene nove candidature agli Oscar 2010, vincendone sei, tra cui quello per la migliore sceneggiatura originale.

## Filmografia
- Nella valle di Elah (In the Valley of Elah), regia di Paul Haggis (2007)
- The Hurt Locker, regia di Kathryn Bigelow (2008)
- Zero Dark Thirty, regia di Kathryn Bigelow (2012)
- Detroit, regia di Kathryn Bigelow (2017)
- Triple Frontier, regia di J. C. Chandor (2019)

## Premi
- Premio Oscar per la migliore sceneggiatura originale
- BAFTA per la miglior sceneggiatura originale
- Writers Guild of America Award per la miglior sceneggiatura originale
- Chicago Film Critics Association Awards per la miglior sceneggiatura originale